# Târgu Neamț

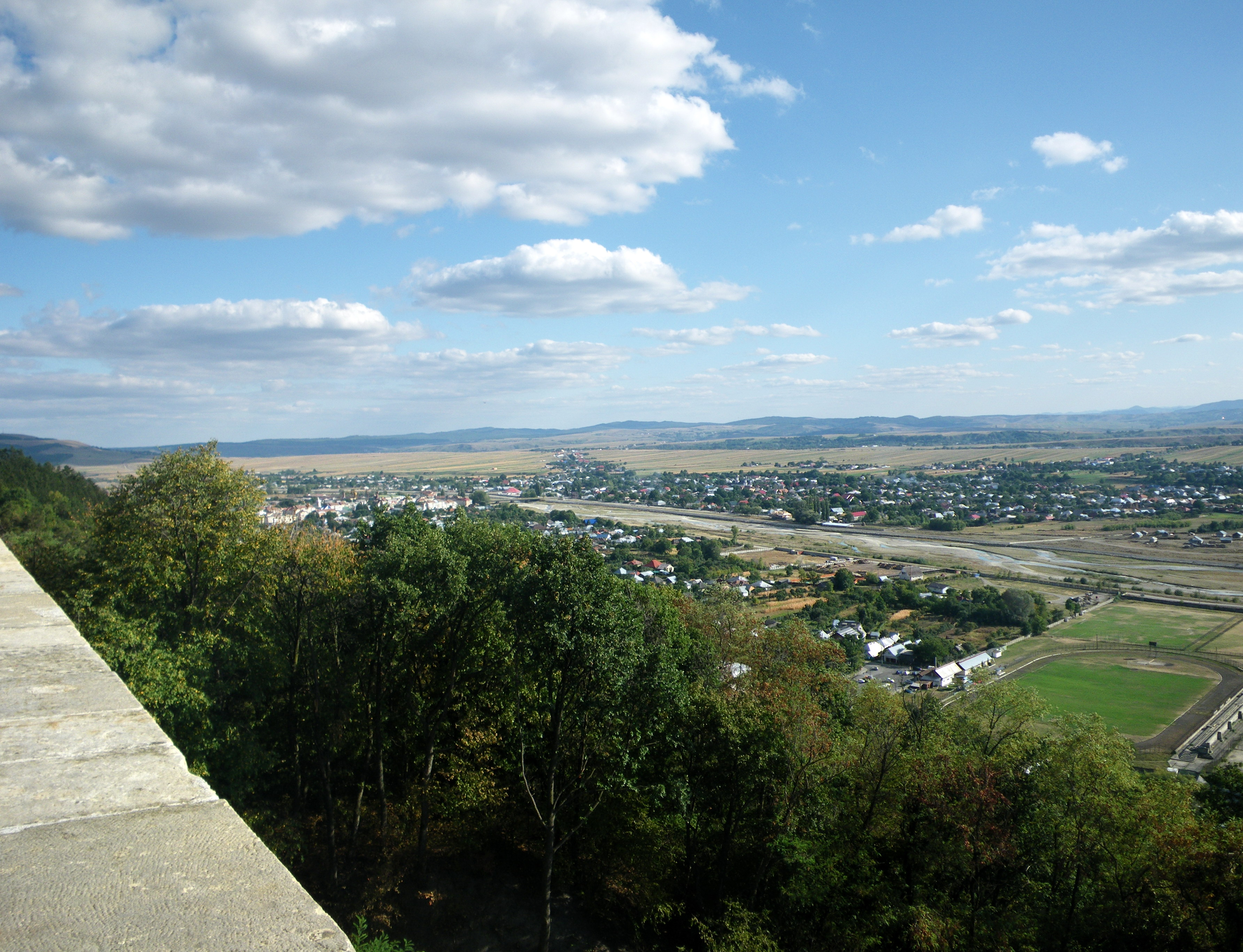
Vy över staden.

Târgu Neamț (på ungerska Németvásár, på tyska Deustchmarkt eller Niamtz, på latin Ante Castrum Nempch) är en stad i norra Rumänien, beläget vid Neamțfloden.  Staden har 18 695 invånare. Det är den tredje största staden i länet Neamț efter Roman och Piatra Neamț.

## Historia
Enligt dokument från 1400-talet var Târgu Neamț en köpstad i området. Ordet "Neamt" betyder på olika slaviska språk snö och tysk, eftersom teutoner inte kunde förstå de slavisktalande folken när kulturerna först möttes samman. Teutoner korsade Karpaterna från Bistrița-Năsăud och byggde upp kommersiella samhällen i Neamț. Enligt Bogdan Petriceicu Hasdeu  var det teutoner som först etablerade samhället Târgu Neamț när de avancerde österut för att gå i strid mot kumaner.

## Folkmängd
- 1992: 22 221
- 2002: 20 496
- 2011: 18 695

## Personer födda på orten
- Ion Creangă
- Gabriela Istrate
- Irving Layton
- Mariana Simionescu
- Metropolitan Varlaam
- Ioan Vieru